# Julio Diamante Stihl
Julio Diamante Stihl (castellà: Julio Diamante)  (Cadis, 27 de desembre de 1930 - Madrid, 1 d'agost de 2020) fou un director de cinema espanyol.

## Biografia
Tant el seu pare, l'enginyer Julián Diamante Cabrera, com el seu avi, Julio Diamante Menéndez, ambdós enginyers, foren represaliats pels franquistes després de la guerra civil espanyola. Va estudiar medicina a la Universitat Complutense de Madrid, on formà part del moviment estudiantil clandestí i participà tant en el Congreso de Escritores Jóvenes com en l'homenatge laic a José Ortega y Gasset (1955) i les protestes estudiantils de 1956, després de les quals és empresonat. A la presó comparteix cel·la amb Enrique Múgica Herzog i comença a interessar-se pel cinema. En sortir ingressa a l'Escola Oficial de Cinema, acabà els estudis en 1961 i en fou professor de 1964 a 1975. Va debutar com a director amb Los que no fuimos a la guerra (1962), que va ser seleccionada pel Festival Internacional de Cinema de Venècia; la segona, Tiempo de amor (1964), va aconseguir una de les medalles del Cercle d'Escriptors Cinematogràfics per a l'actriu Enriqueta Carballeira, i El arte de vivir (1965) va ser seleccionada al 15è Festival Internacional de Cinema de Berlín.
Els seus continus problemes amb la censura van fer que se centrés bàsicament en l'ensenyament a l'Escola de Cinema. Del 1972 al 1989 va dirigir la Setmana de Cinema d'Autor de Benalmádena. En 2003 la Junta d'Andalusia li va atorgar el Premi Val del Omar a la seva trajectòria cinematogràfica. Va escriure els llibres Blues jondo i Cantes de vida y vuelta.

## Filmografia
- Organillo (1959)
- Velázquez y lo velazqueño (1961)
- La lágrima del diablo (1961)
- Tiempo de amor (1964)
- Los que no fuimos a la guerra (1965)
- El arte de vivir (1965)
- Tiempos de Chicago (1969)
- Helena y Fernanda (1970)
- Sex o no sex (1974)
- La Carmen (1976)
- La memoria rebelde (2012)